# Vetranio

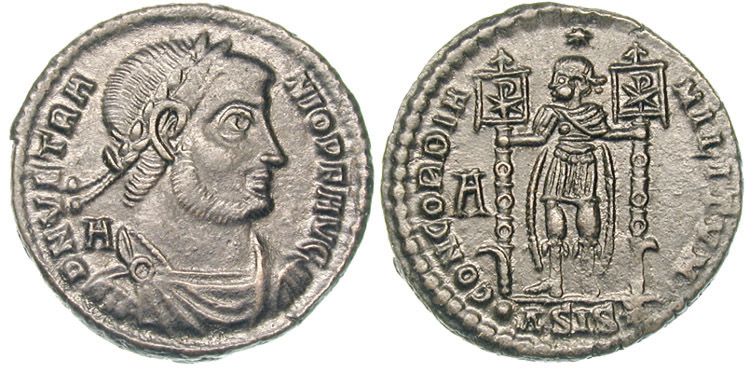
Mynt med avbildningar föreställande Vetranio

Vetranio (egentligen Flavius Vetranio Augustus), född okänt år i Moesia, död cirka 356 i Bithynien, var en romersk tronpretendent.
Efter att ha tjänat i Konstantin den stores armé under ett antal år utnämndes Vetranio till magister militum under Constans. När usurpatorn Magnentius tog makten i Rom 350, övertygades Vetranio av Konstantins dotter Constantina att utropa sig själv till kejsare. Det skedde den 1 mars 350, och senare forskning har gjort gällande att syftet antagligen var att förebygga vidare revolter, snarare än att motsätta sig den vid tiden som legitim uppfattade kejsaren Constantius II.
Vetranios tid som kejsare blev kortvarig, och redan den 25 december 350 abdikerade han vid Serdica efter att ha marscherat dit med sina trupper och mött Constantius II. Abdikationen ägde rum framför de två kejsarnas samlade trupper, och har beskrivits som en invecklad ritual. Trots att stora delar av hans trupper sannolikt hade mutats av den legitime kejsaren, tilläts Vetranio inledningsvis uppträda framför trupperna som Augustus och därmed som politiskt jämlik sin rival. Efter en invecklad procedur nedlade han formellt sin kejsartitel, och lämnade över makten till Constantius II.
Han belönades med ett gods i Bithynien, där han levde de återstående sex åren av sitt liv som en vanlig romersk medborgare. Vetrianos har ofta skildrats som inkompetent och obeslutsam, delvis beroende på sin ålder, men de slutsatserna har ifrågasatts av senare forskning.